# Japanamax
Japanamax correspond à une classe de vraquiers conçus pour pouvoir accéder à tous les ports à grain du Japon ; ils sont limités à 225 mètres de longueur hors-tout, mais disposent d'une capacité plus élevée que d'autres navires Panamax de dimensions similaires, avec un port en lourd de 82 000 tonnes (au lieu de 77 000 tonnes) et une capacité de 96 000 m3.
Ce type de navire a été développé par les chantiers Oshima Shipuilding, en incluant d'autres améliorations, notamment le concept Hy-Con où seule une partie de la coque est doublée, aux extrémités, afin d'assurer une solidité optimale aux endroits les plus sensibles tout en gardant un faible prix de construction pour la coque.